# SN 1975O
SN 1975O – supernowa typu Ia* odkryta 28 listopada 1975 roku w galaktyce NGC 2487. Jej maksymalna jasność wynosiła 15,30m.